# Brittiska F3-mästerskapet 1990
Brittiska F3-mästerskapet 1990 var ett race som var en klassisk duell mellan finländarna Mika Häkkinen och Mika Salo. Häkkinen vann till slut titeln efter en hård drabbning.

## Slutställning
| Plats | Förare               | Poäng |
| ----- | -------------------- | ----- |
| 1     | Mika Häkkinen        | 121   |
| 2     | Mika Salo            | 98    |
| 3     | Steve Robertson      | 49    |
| 4     | Christian Fittipaldi | 36    |